# Боллонгир, Ханс
Ханс Гиллис Боллонгир (нидерл. Hans Gillisz Bollongier; 1600, Харлем − 1645, Харлем) — голландский живописец, мастер натюрморта «Золотого века голландской живописи».

## Биография
Ханс Боллонгир родился и умер в Харлеме на западе Нидерландов (провинция Северная Голландия. О его молодости мало что известно. Он стал членом харлемской Гильдии Святого Луки в 1623 году, а в 1675 году его бенефициаром (доверенным лицом) был назван его младший брат Горацио.
В качестве живописца, как это было принято в Голландии XVII века, Ханс Боллонгир специализировался на изображении букетов цветов, в особенности тюльпанов, которые особенно ценились в период голландской «тюльпаномании».
Картины, которые не представляют собой натюрморты с цветами или фруктами, вероятно, являются работой его брата Горацио. Ханс Боллонгир оказал большое влияние на других, более поздних художников, изображавших цветы, таких как монограммист Дж. Ф. и Энтони Клас Второй. Боллонгир, следуя в общих чертах правилам, изложенным Карелом ван Мандером в знаменитой «Книге о художниках» (Het Schilder-Boeck, 1604), выработал свой собственный стиль. Его картины пользовались большим спросом у покупателей, но художники Харлема не считали его работы выдающимися, поскольку сам жанр натюрморта ещё долго считался второстепенным в сравнении с живописью на исторические и мифологические сюжеты.
В Санкт-Петербургском Эрмитаже имеется необычная картина Боллонгира «Ночной пожар в городе».

## Галерея

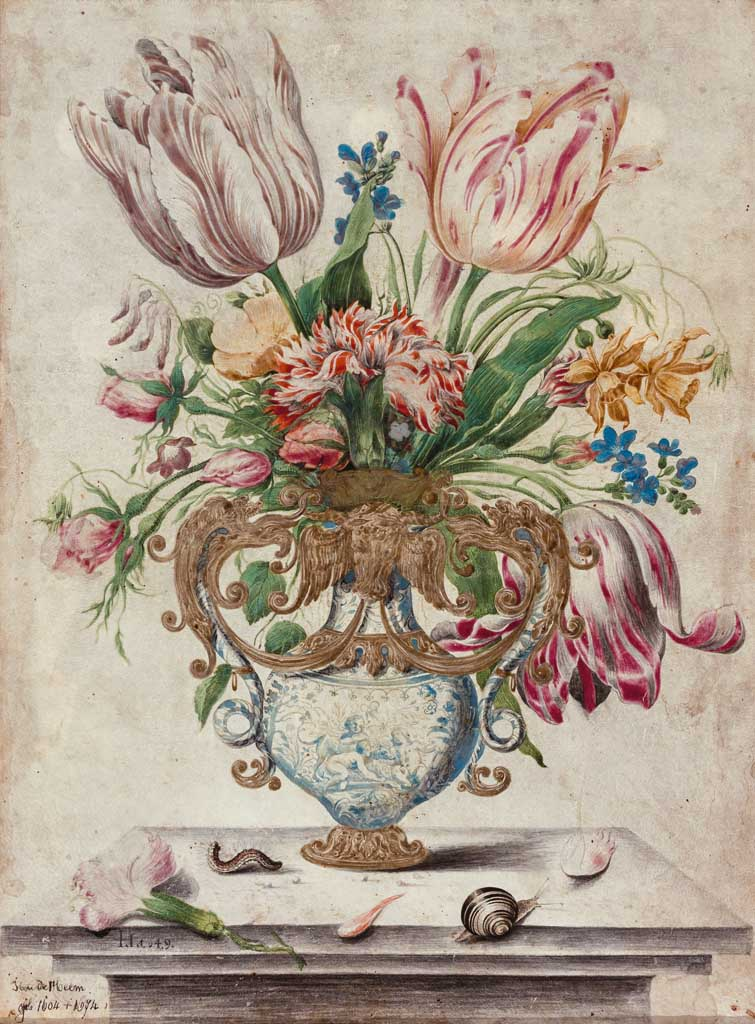
Цветочный наюрморт. 1649. Бумага, карандаш, акварель. Частное собрание
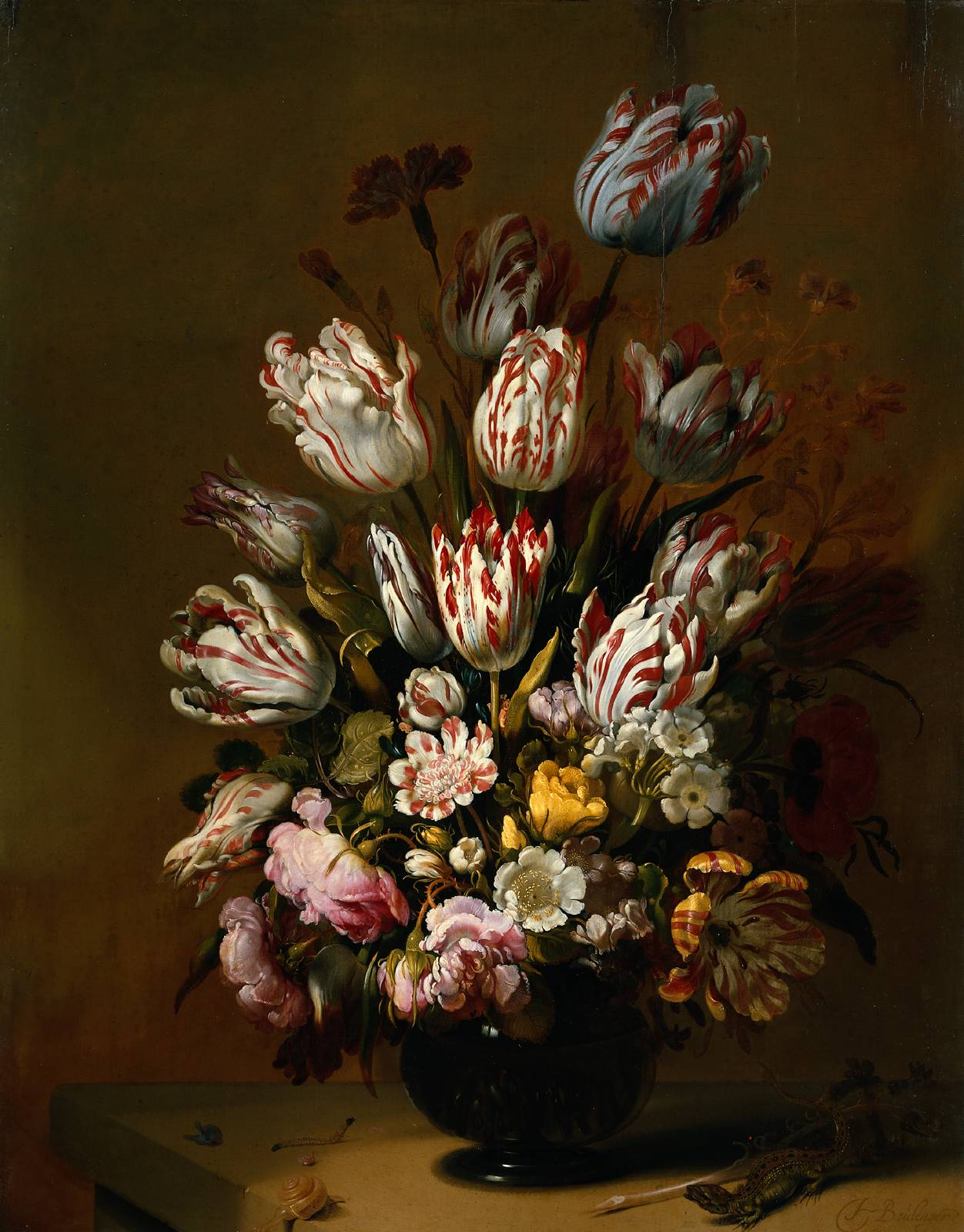
Натюрморт с цветами. 1639. Дерево, масло. Рейксмюсеум, Амстердам
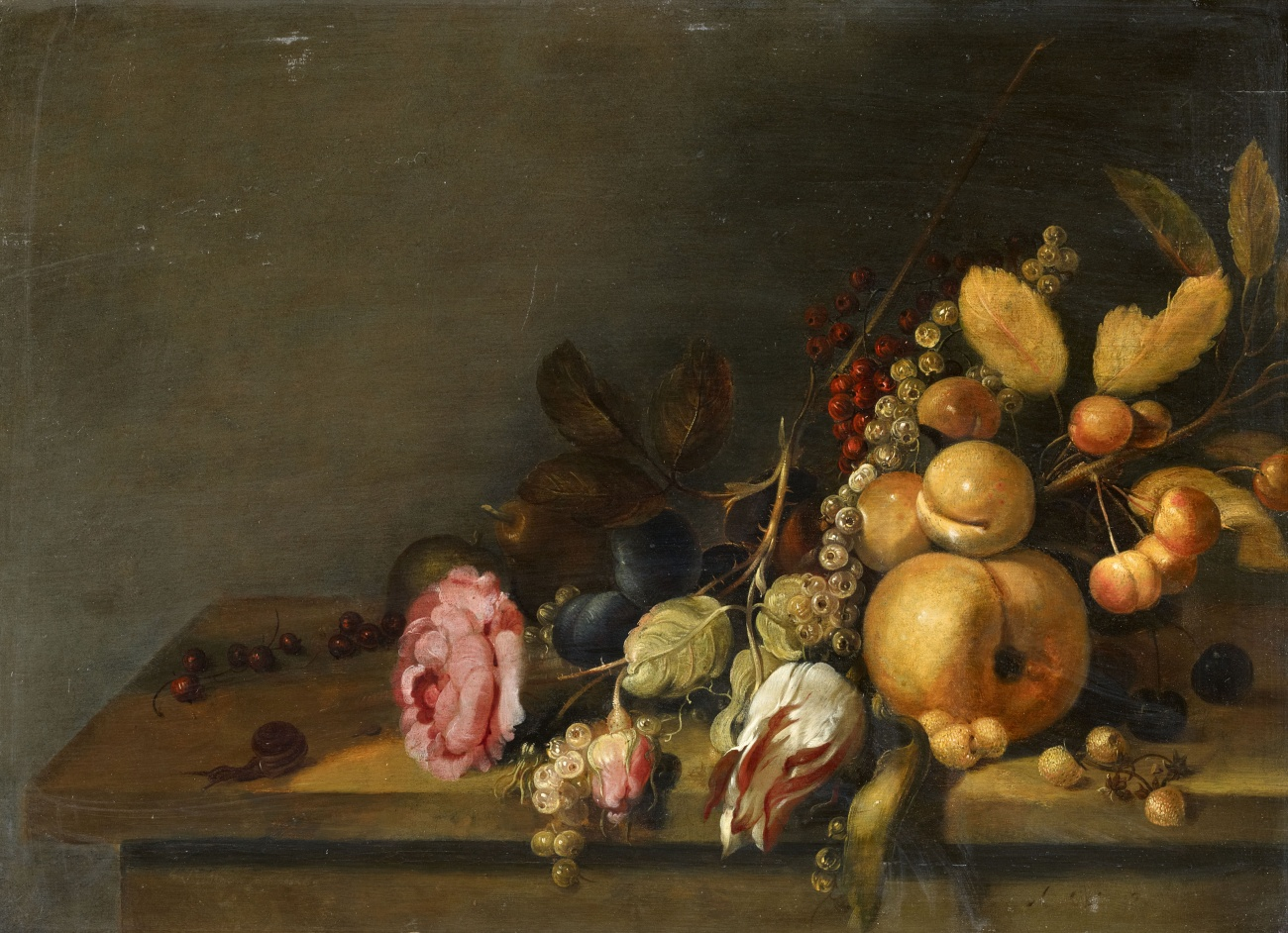
Натюрморт с цветами и фруктами. Ок. 1645. Дерево, масло. Частное собрание
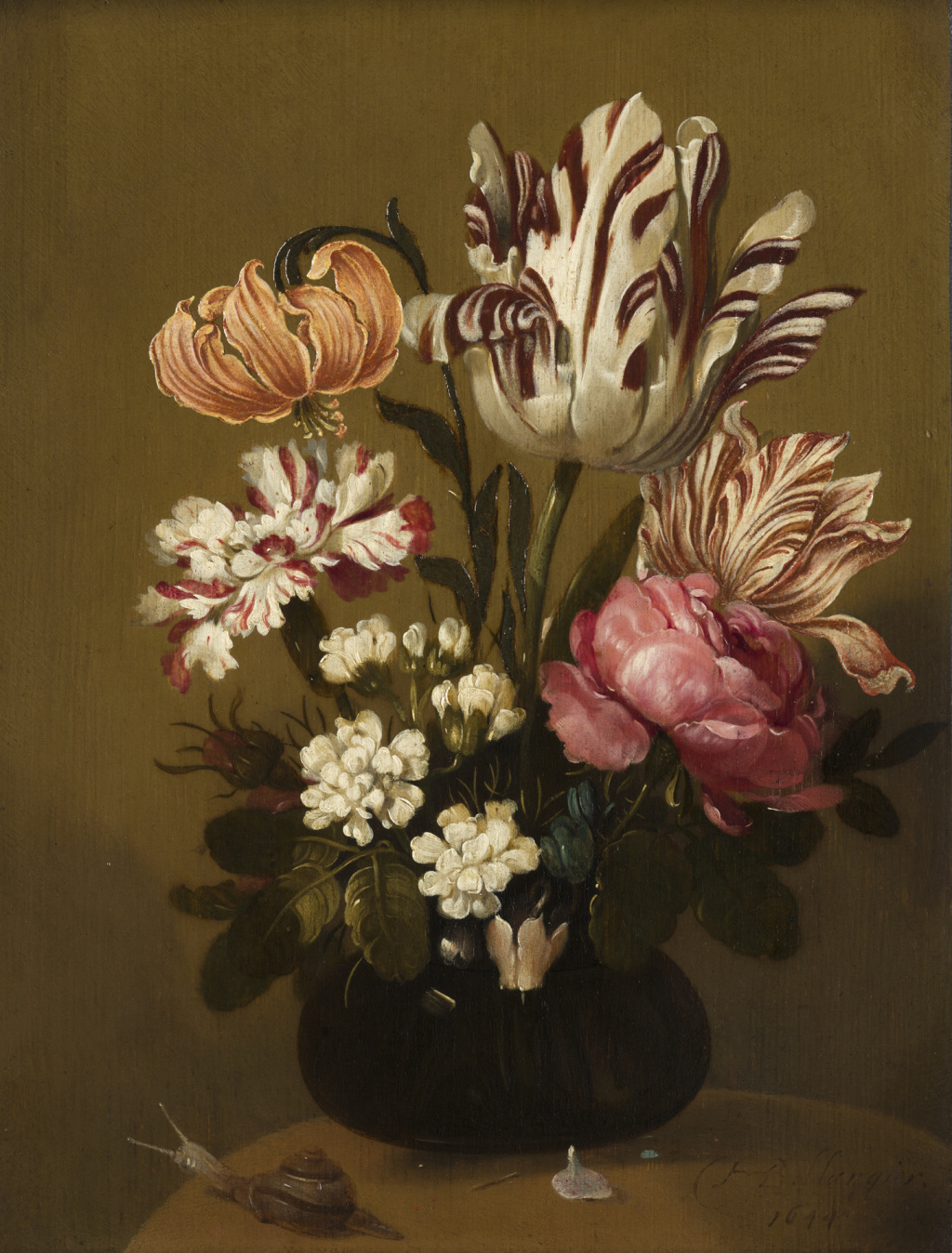
Hатюрморт с цветами и улиткой. 1644. Дерево, масло. Музей Франса Халса, Харлем